# Acanthomysis tenella
Acanthomysis tenella är en kräftdjursart som beskrevs av Liu och Wang 1983. Acanthomysis tenella ingår i släktet Acanthomysis och familjen Mysidae. Inga underarter finns listade i Catalogue of Life.